# 南三陸町
南三陸町（日语：／ Minamisanriku chō */?）是位於日本宮城縣東北部的町，隸屬於本吉郡。轄區東部為面向太平洋的谷灣海岸，並且位於三陸復興國立公園的範圍內。南三陸町在江戶時代作為仙台藩的養蠶業發源地而繁榮，至昭和時代則開始盛行水產業，並逐漸形成現今作為漁業城鎮的基礎。而當地在向外通勤與就學方面較依賴氣仙沼市與登米市。

## 地理

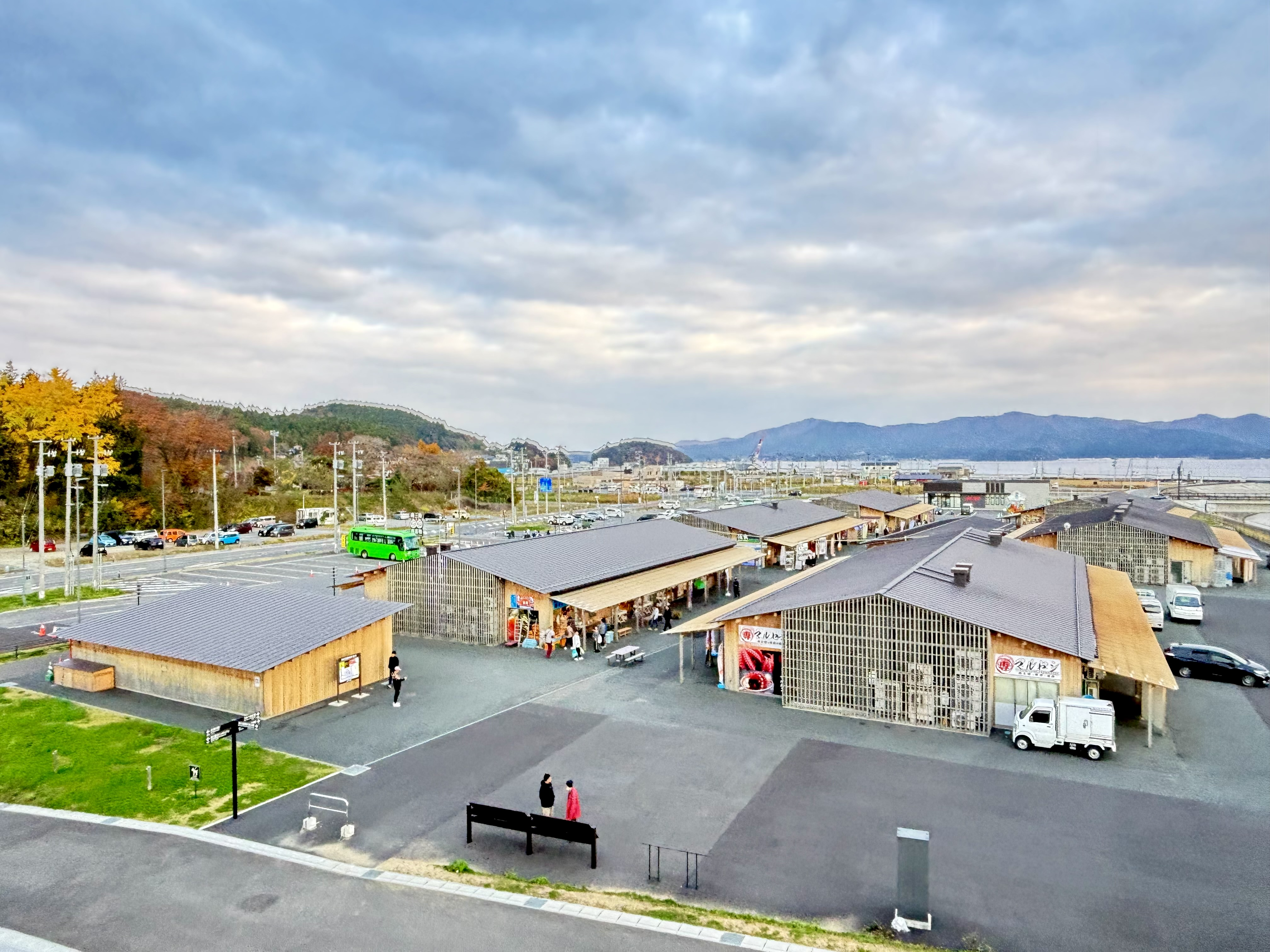
位於町內的志津川（日语：志津川 (南三陸町)）地區
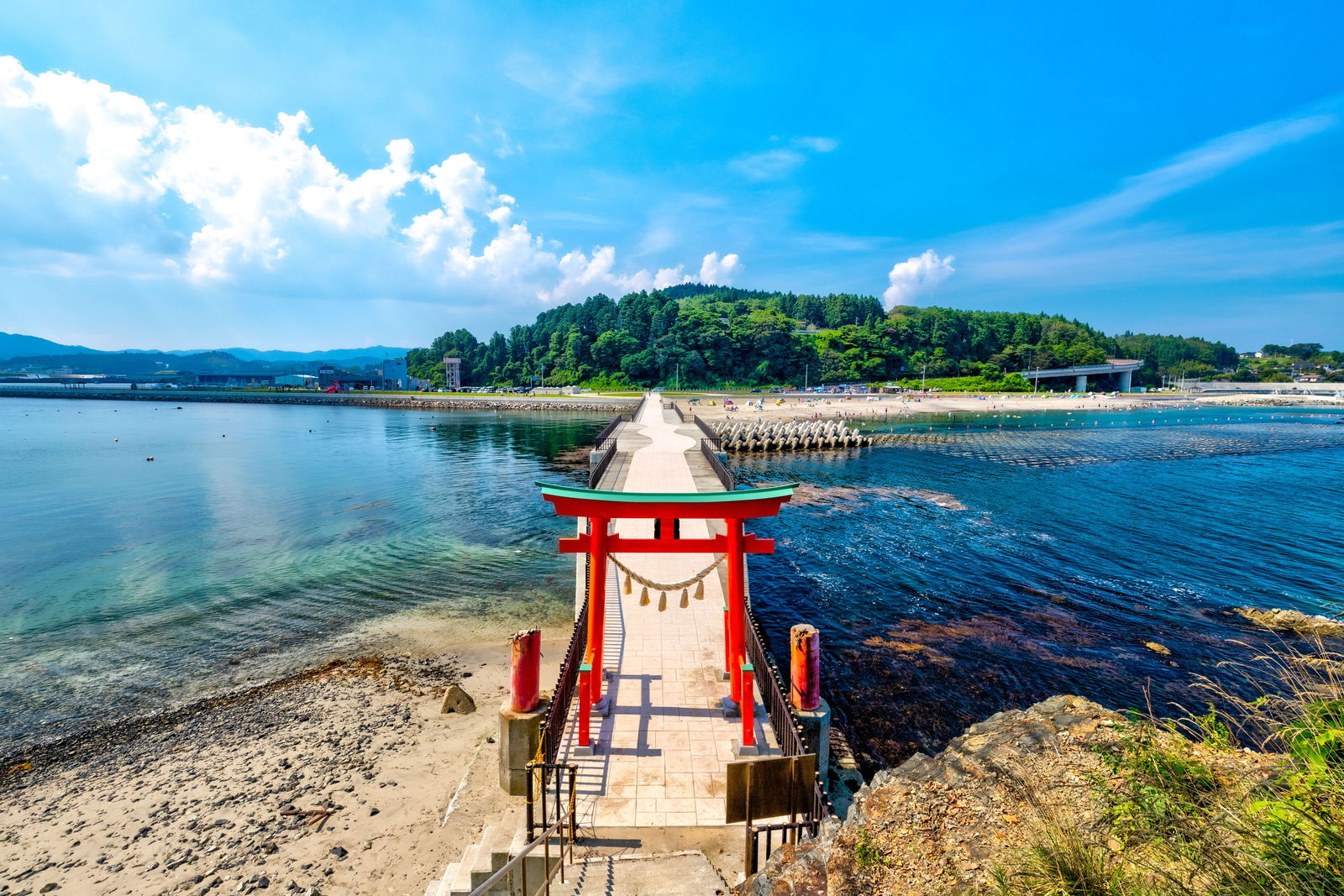
位於志津川灣（日语：志津川湾）內的荒島

南三陸町東部為面向太平洋的谷灣海岸，並且位於三陸復興國立公園的範圍內。其餘方位皆被田束山、神行堂山、惣内山等北上山地的山岳包圍。發源於上述山岳的八幡川、水尻川、折立川、水戶邊川等河流經町內，在中下游地區形成地勢較平坦的地形，並在東邊注入志津川灣。志津川彎內則坐落著椿島、荒島等島嶼，其中椿島上的植物群落被指定為日本的自然紀念物。而因為轄區東部為谷灣地形，因此容易受到地震引發的海嘯影響。明治三陸地震、昭和三陸地震與智利大地震引發的海嘯皆對南三陸町造成嚴重的房屋損毀與人員傷亡。

### 氣候
由於南三陸町地處太平洋沿岸，因此氣候受到洋流的影響，夏季涼爽且冬季較為溫暖，其降雪量也較少。根據2022年的統計，當地的年均溫為13.6℃，年降雨量為1222毫米，年日照時數則為2208.3小時。

## 歷史

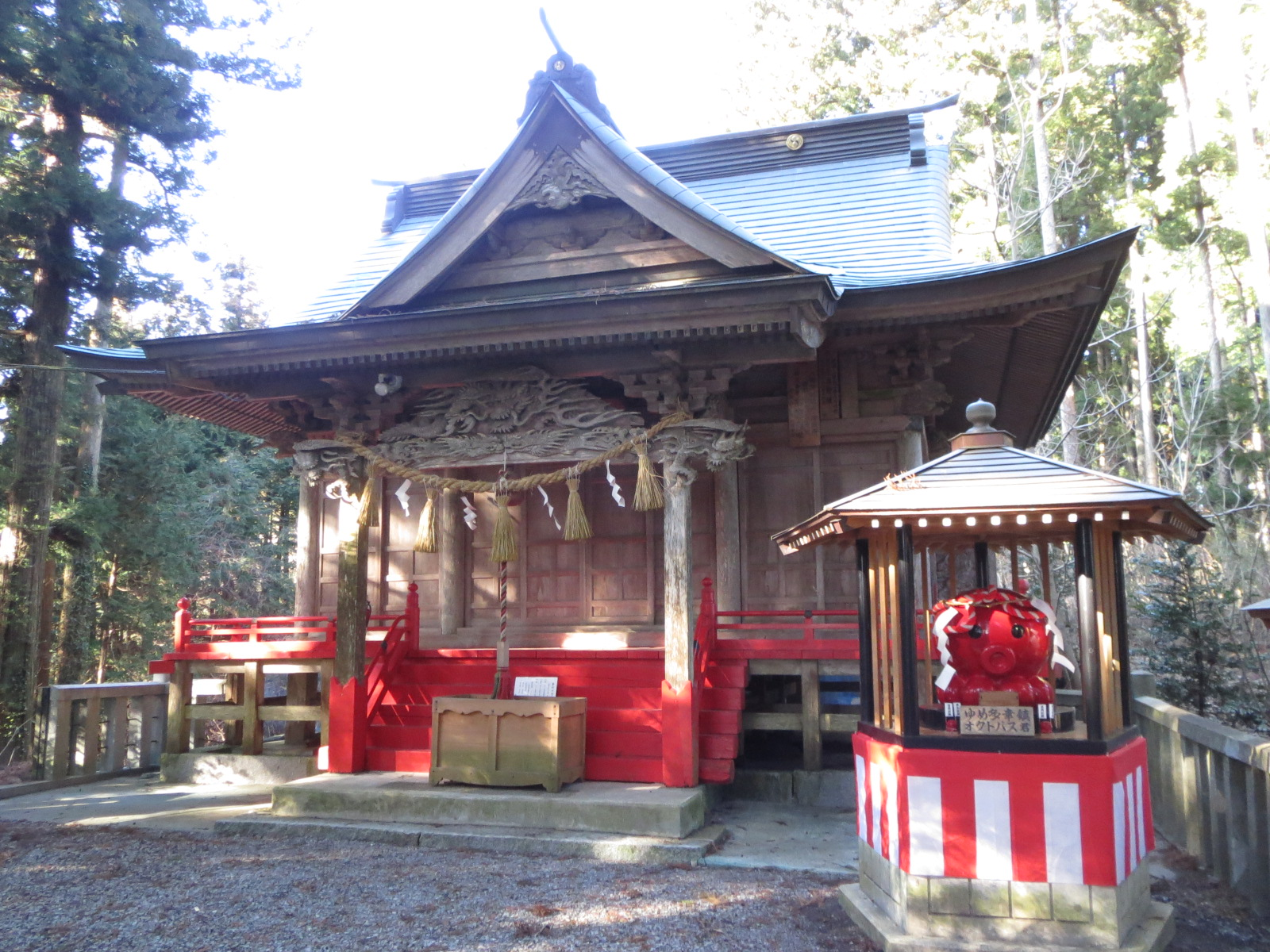
位於町內的入谷八幡神社

南三陸町在日本的律令制時代隸屬於陸奧國本吉郡。由於當地在平安時代出產過大量的黃金，因此對於奧州藤原氏在平泉地區孕育的黄金文化有著相當重要的貢獻。文治5年（1189年），源賴朝在奧州合戰中消滅奧州藤原氏後，當地由來自鐮倉的武士所統治，至南北朝時代則變成勢力擴張至牡鹿郡的葛西氏的領地。
天正18年（1590年），葛西氏因未參與小田原之戰，而在奧州仕置中被豐臣秀吉沒收領地，南三陸地區在內的舊葛西領地則交由其家臣木村吉清治理。但翌年（1591年）舊葛西氏與大崎氏領地的人民發動葛西大崎一揆。而前去平定叛亂的伊達政宗因為被指控涉嫌煽動一揆，因此動亂結束後，豐臣秀吉從伊達政宗手中收走伊達郡和政宗所征服的會津地區，並將舊葛西和大崎領地交給政宗。而當地隸屬的本吉郡則由伊達氏統治至明治維新時期。
江戶時代，南三陸的入谷地區作為仙台藩養蠶的發源地而相當繁榮，並於明治時代後期持續發展。昭和時代初期，水產業取代養蠶業成為當地的核心產業，並形成現今漁業城鎮的基礎。
明治8年（1875年），志津川村、清水濱村與荒戶濱村合併成本吉村。明治9年（1876年），本吉村與歌津村編入宮城縣。明治28年（1895年）10月31日，本吉村改制並更名為志津川町。昭和30年（1955年）3月1日，入谷村與戶倉村併入志津川町。昭和34年（1959年）4月1日，歌津村改制成歌津町。平成17年（2005年）10月1日，志津川町與歌津町合併成現今的南三陸町。

### 東日本大震災
2011年3月11日下午2點46分，日本東北地方太平洋近海地震在南三陸町引發震度6弱的地震。3點14分，當地發布大海嘯警報，並預估海嘯高度將超過10公尺。隨後地震引發的海嘯向當地襲來，使沿海地區的城鎮中心與農地皆淹沒在深度超過20公尺的海水中。當地的道路、橋樑與JR東日本的氣仙沼線也在海嘯中受損，並且使當地的公共交通網絡中斷數個月。南三陸町內的電力和自來水也因此中斷，至5月下旬和8月中旬才陸續全部恢復。而地震發生後當地的地盤下沉約70公分。根據災後統計，當地共有695人死亡、211人失蹤、3321戶房屋全毀或是半毀。其中受損的房屋約佔當時町內住民基本台帳世代數的61.94%。
311大地震引發的海嘯也侵襲位於町內原屬宮城縣的舊防災對策廳建築，並造成廳內共43名職員死亡。震災過後，南三陸町與宮城縣對於是否要保存舊防災對策廳的遺構展開討論，並於2024年7月1日將所有權轉交當地，而宮城縣則須在2031年3月前負責該遺構的維護與管理。

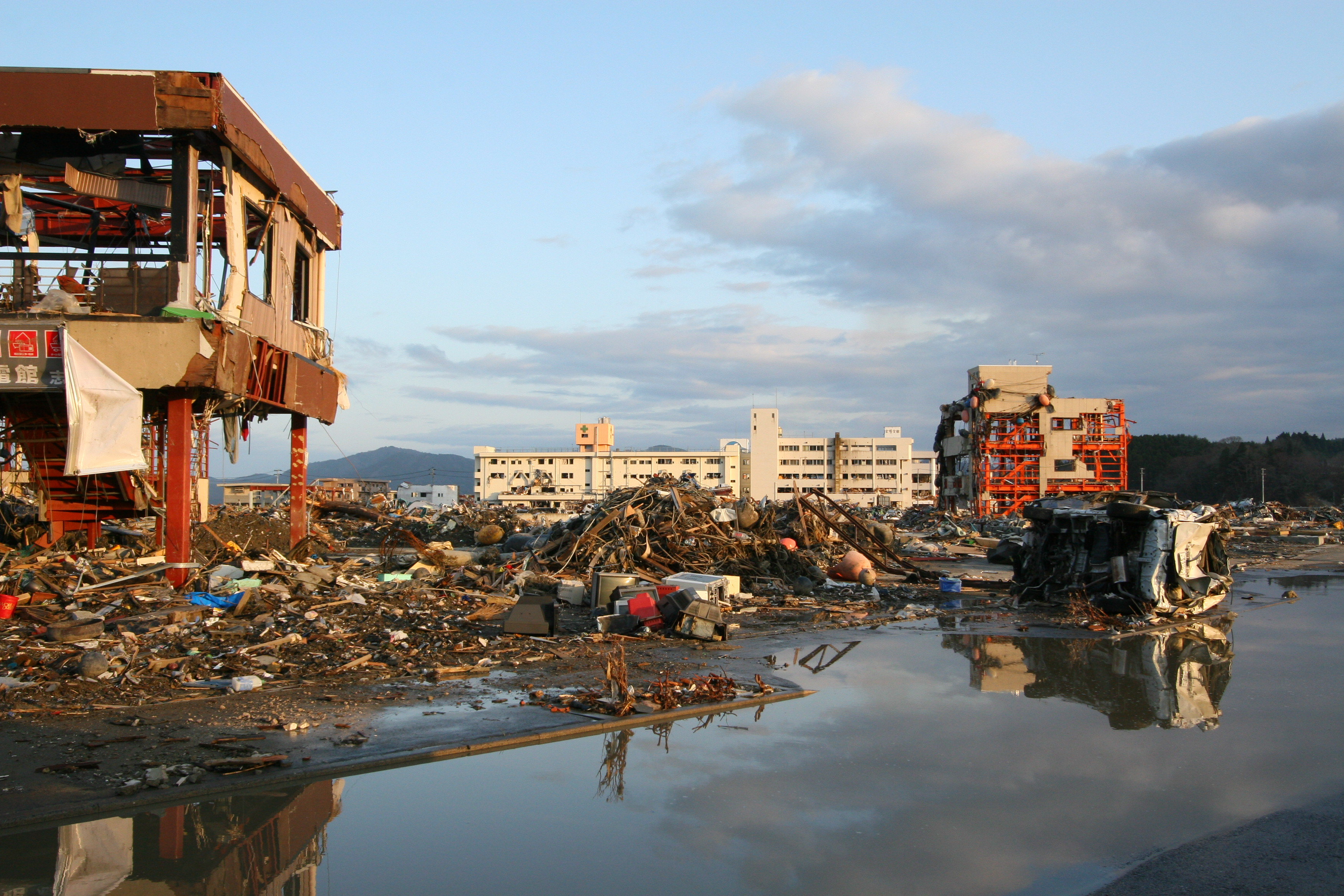
遭海嘯侵襲後的南三陸町
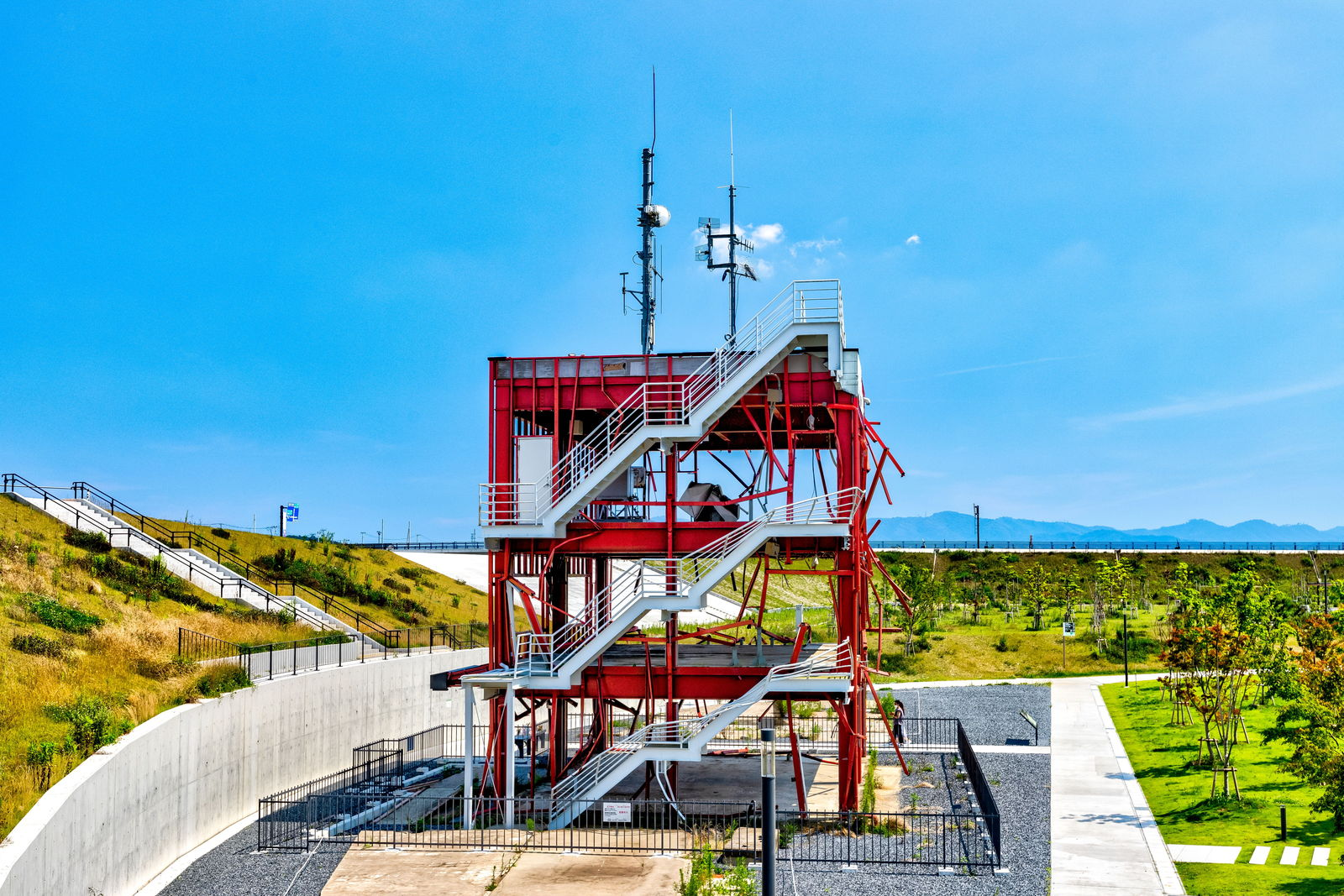
南三陸町的舊防災對策廳

## 人口
南三陸町的人口數自2011年東日本大震災發生後便開始下滑。根據統計，2010年當地的人口數原為17,429名，至2015年的國勢調查統計時驟降至12,370名。而南三陸町的高齡人口數自1960年開始便逐年增加，至2000年後便呈現持平的趨勢，2010年以後則開始下降。但因當地總人口數逐年減少，因此其高齡人口的占比也開始上升。
| 南三陸町人口分布圖 |                                                 |  |
| 南三陸町與日本全國年齡別人口分布比較圖 （2005年資料） | 南三陸町的年齡、男女別人口分布圖 （2005年資料） |  |
| ■紫色是南三陸町 ■綠色是全国 | ■藍色是男性 ■紅色是女性                         |  |
| 南三陸町人口變化 \| 1970年 \| 22,943人 \| \| \| 1975年 \| 22,343人 \| \| \| 1980年 \| 22,243人 \| \| \| 1985年 \| 21,970人 \| \| \| 1990年 \| 21,401人 \| \| \| 1995年 \| 20,428人 \| \| \| 2000年 \| 19,860人 \| \| \| 2005年 \| 18,645人 \| \| \| 2010年 \| 17,429人 \| \| \| 2015年 \| 12,370人 \| \| \| 2020年 \| 12,225人 \| \| |                                                 |  |
| 資料來源：日本總務省統計中心提供之人口普查數據 |                                                 |  |
| 1970年 | 22,943人                                        |  |
| 1975年 | 22,343人                                        |  |
| 1980年 | 22,243人                                        |  |
| 1985年 | 21,970人                                        |  |
| 1990年 | 21,401人                                        |  |
| 1995年 | 20,428人                                        |  |
| 2000年 | 19,860人                                        |  |
| 2005年 | 18,645人                                        |  |
| 2010年 | 17,429人                                        |  |
| 2015年 | 12,370人                                        |  |
| 2020年 | 12,225人                                        |  |

## 行政
現任町長佐藤仁於2021年10月在選舉中第4次成功連任，其任期將持續至2025年11月。

## 經濟

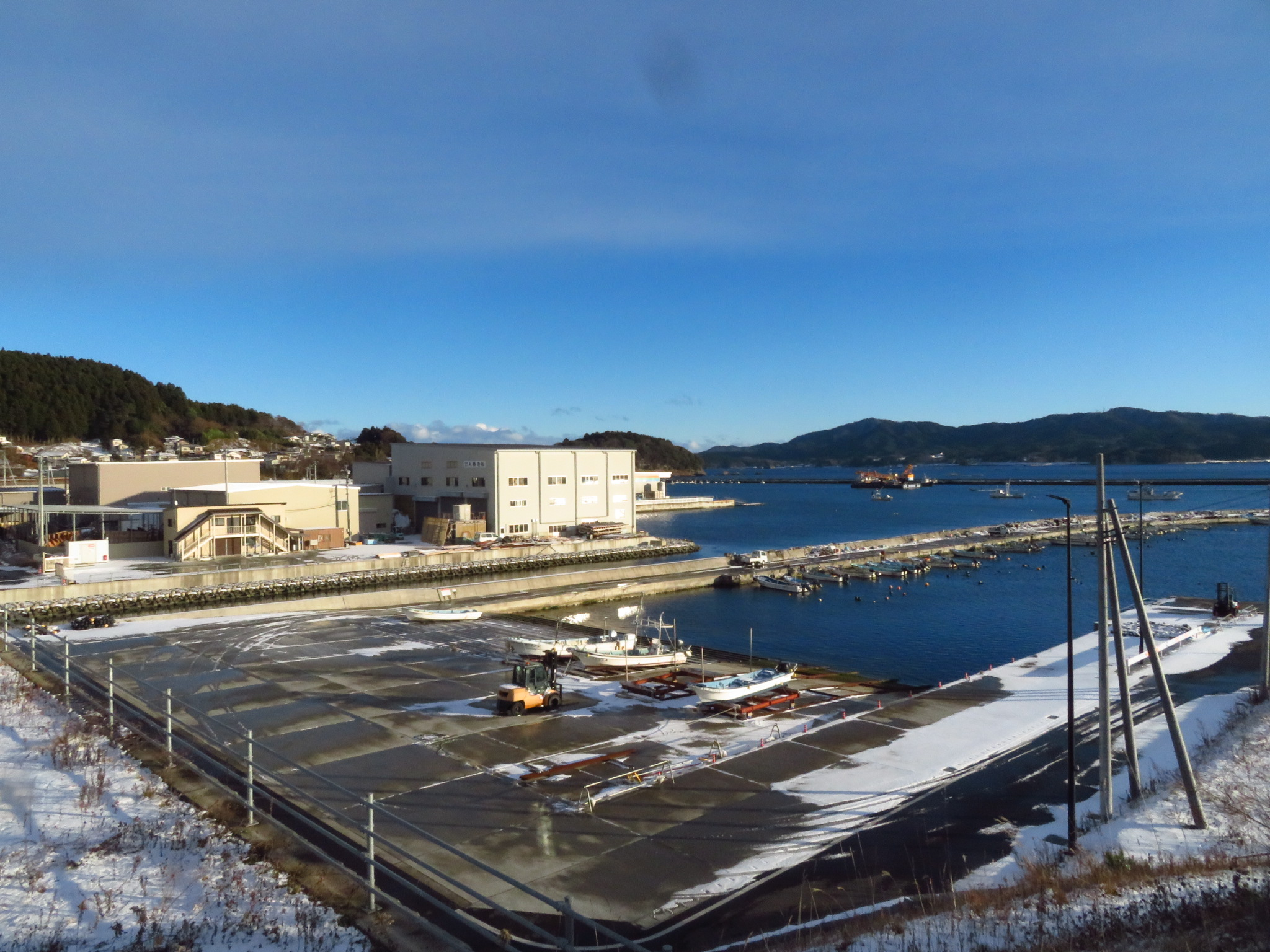
志津川港

根據日本2015年的國勢調查統計，南三陸町的就業人口中有21.1%從事第一級產業，31.3%的就業人口從事第二級產業，43.6%則從事第三級產業。當地的主要產業為在海灣內進行的水產業，並生產牡蠣、扇貝、章魚、裙帶菜和銀鮭等海產。根據統計，2011年南三陸町的水產捕獲量受到東日本大震災的影響而下滑至約3千噸，至2013年恢復至震災前水準的約8千5百噸。
由於南三陸町的沿海地區三陸復興國立公園的範圍內，並且擁有椿島等自然景觀，因此吸引許多遊客前來。根據統計，2005年至2010年，當地每年約有98萬至108.3萬名遊客到訪。2011年受到日本東北地方太平洋近海地震的影響，遊客數驟降至35.9萬，2012年至2016年的遊客數回升至每年約76.4萬至89.6萬名。2022則共有116.7萬名遊客造訪當地。

## 教育
南三路町內共有5所小學校、2所中學校與1所高等學校（宮城縣南三陸高等學校）。根據2022年5月的統計，町內共有453名小學生、246名中學生與149名高等學校的學生。

## 交通

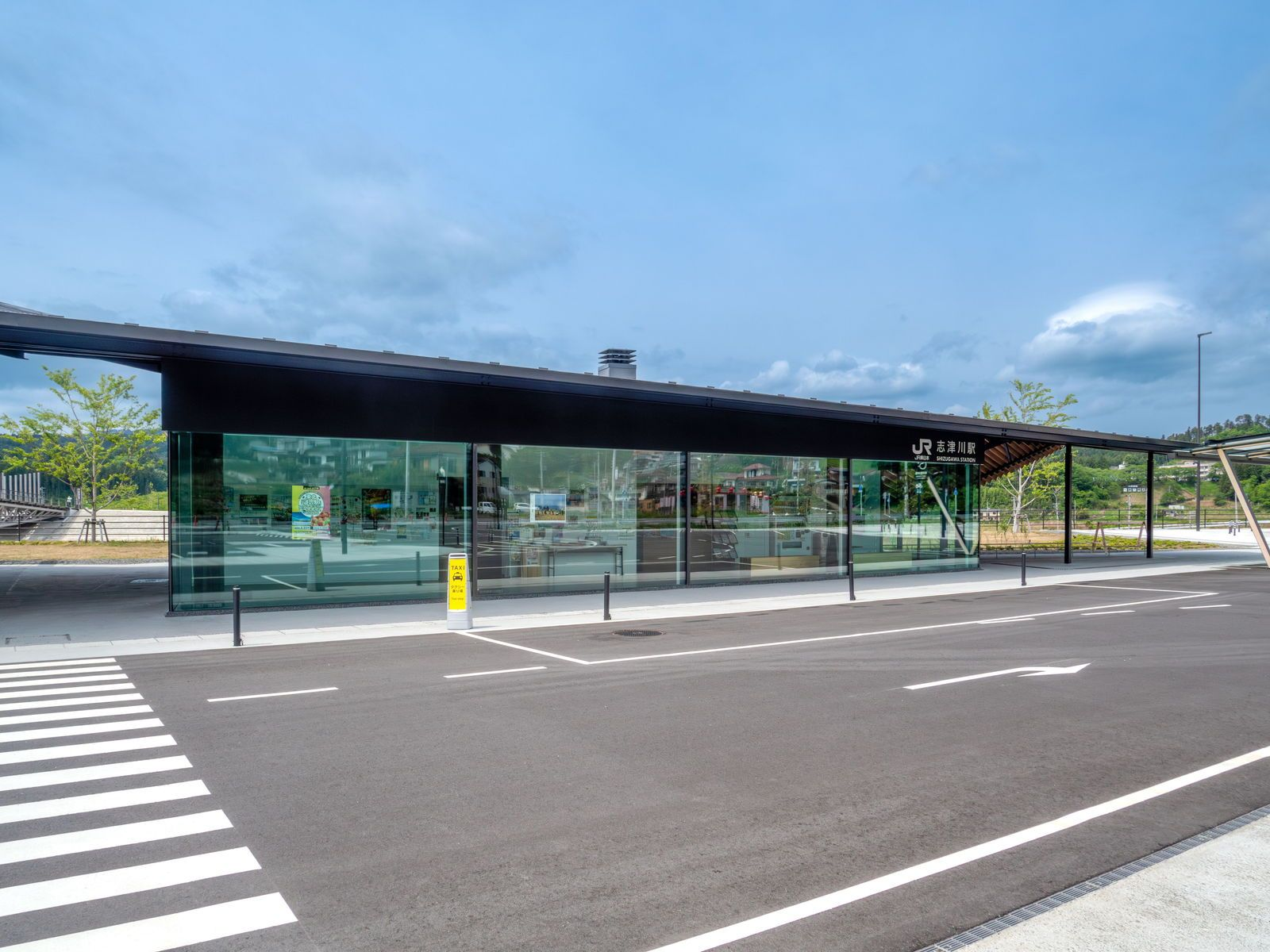
志津川站

國道398號與國道45號沿著南三陸町的沿海地區向北延伸，三陸自動車道則由西往東北穿越町內，並設置共4個交流道。鐵路方面，東日本旅客鐵道的氣仙沼線通過南三陸町。但氣仙沼線柳津站至氣仙沼站的路段在2011年的東日本大震災中受到海嘯侵襲而毀壞。震災過後，柳津站至氣仙沼站改由BRT代為行駛。而該路段於2020年4月1日正式廢止，並由BRT作為其日後的營運模式。位於町內的路段除原有的陸前戶倉站、志津川站、清水濱站、歌津站與陸前港站外，還另設南三陸町役場・醫院前站與志津川中央團地站。

## 友好城市
南三陸町與以下日本行政區為友好城鎮:
| 市町村 | 都道府縣 | 締結日期      |
| ------ | -------- | ------------- |
| 庄內町 | 山形縣   | 2006年5月17日 |

## 外部連結
- 南三陸町觀光協會（日語）（页面存档备份，存于）
- 南三陸商工會（日語）